# Sylwester Stabryła
Sylwester Piotr Stabryła (ur. 17 grudnia 1975 w Brzozowie) – polski malarz, grafik i rysownik zamieszkały w Sanoku.

## Życiorys i twórczość
W 1994 zdał egzamin dojrzałości w II Liceum Ogólnokształcącym im. Marii Skłodowskiej-Curie w Sanoku. Absolwent studiów na Wydziale Sztuki Politechniki Radomskiej, dyplom z malarstwa w pracowni prof. Andrzeja Gieragi w 2002 roku. Aneks dyplomu z grafiki w pracowni prof. Krzysztofa Wyznera. Zajmuje się malarstwem, grafiką, rysunkiem oraz wielkoformatowym malarstwem ściennym (murale).

## Ważniejsze wystawy indywidualne

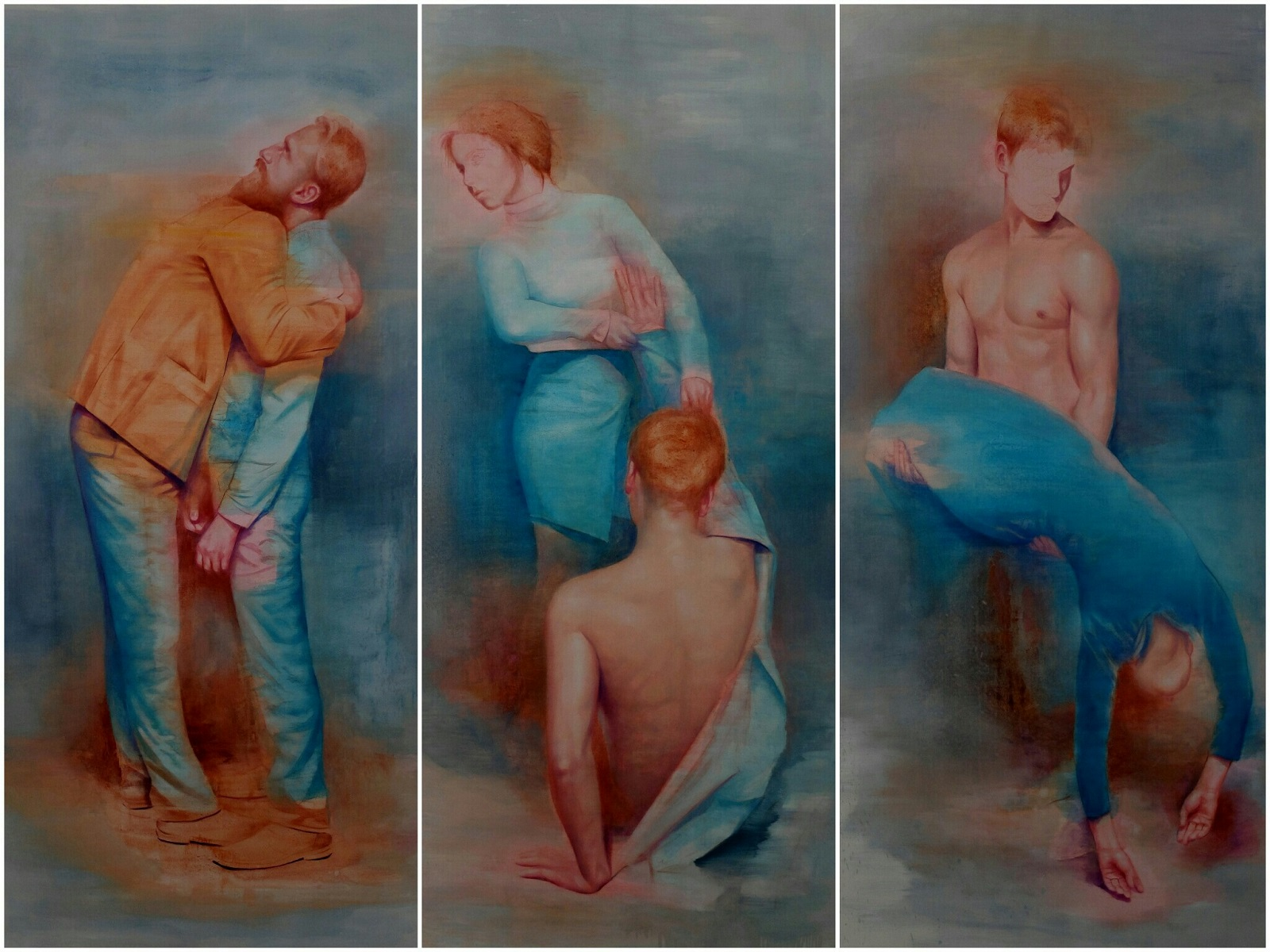
Sylwester Stabryła, Raj Utracony

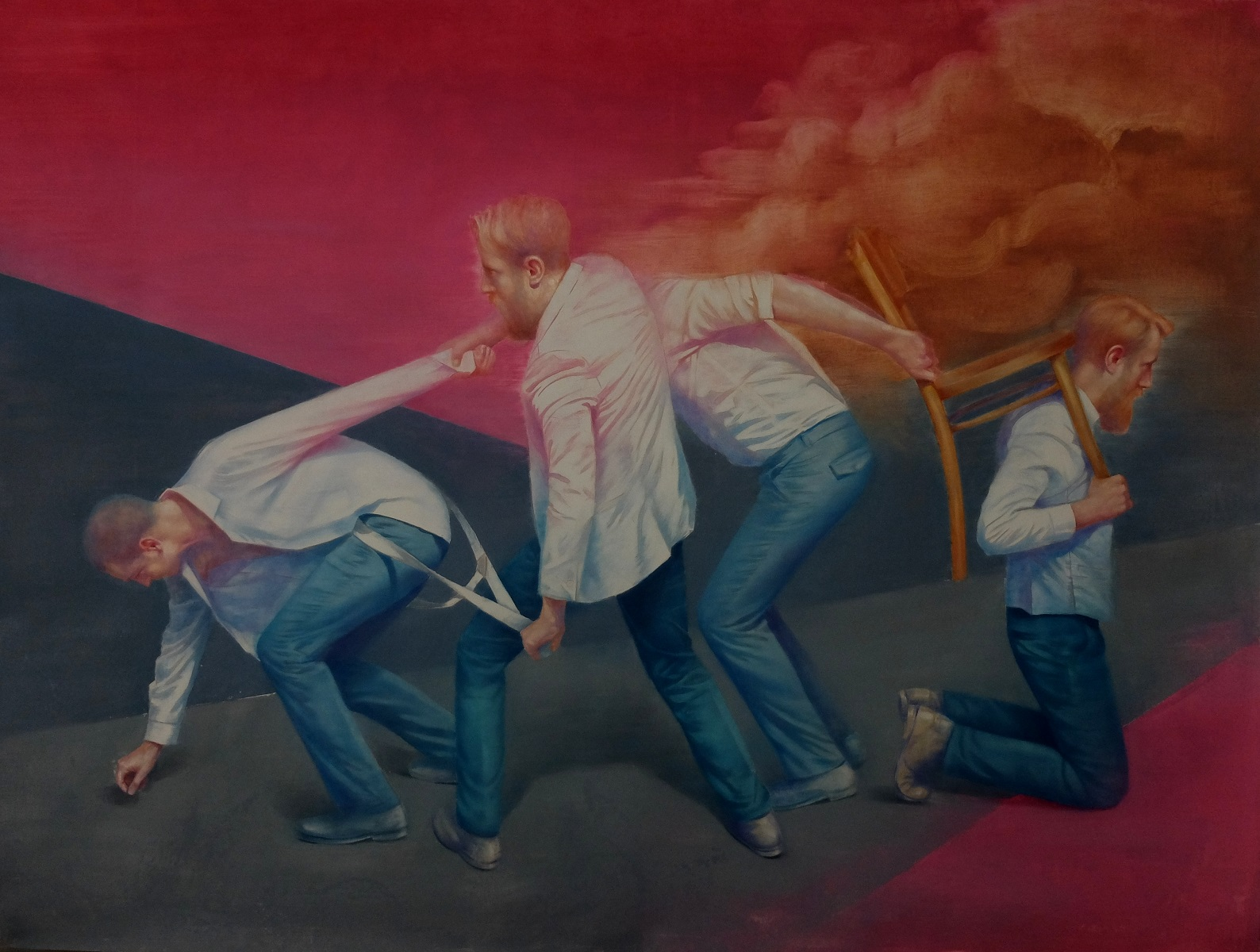
Sylwester Stabryła, Ziemia Niczyja

- 2019 - „W Zwierciadle”, Galeria Miejska, Rzeszów[3]
- 2018 - „True Story”, BWA galeria sanocka, Sanok[4]
- 2018 - „Hesperydy”, Galeria Inter House Hotel, Kraków
- 2018 - „Raj Utracony”, Przemyskie Centrum Kultury i Nauki Zamek w Przemyślu[2]
- 2017 - „Kamuflaż”, Miejskie Centrum Kultury w Bydgoszczy[5]
- 2016 - „Before the Storm”, Galerie Die Schöne, Wiedeń[6]
- 2016 - „Przed Burzą”, Bohema Nowa Sztuka, Warszawa
- 2016 - „Historie Niezależne” BWA Krosno[7]
- 2016 - „Przed Burzą”, Teatr Muzyczny Capitol, Wrocław
- 2016 - „Dom dla Kuracjuszek”, Galeria „ToTu”, Rzeszów
- 2015 - „Partial Exposure”, POSK, Londyn[8]
- 2015 - „Searching for Reality”, "Die Schöne", Vienna
- 2014 - „Realizm Niemożliwy”, Galeria Domus Aurea, Lublin
- 2014 - „Stopklatki”, SH Studio, Warszawa
- 2014 - „Standbild und andere Geschichten”, “buch|bund”, Berlin
- 2014 - „Nowy realizm”, ArtWay Festiwal, Praga, Czechy
- 2013 - „Kobiety”, Galeria Van Den Berg, Warszawa
- 2012 - „Duzi Chłopcy”, Centrum Sztuki Współczesnej Solvay, Kraków
- 2011 - „Duzi Chłopcy”, BWA galeria sanocka, Sanok

## Wybrane wystawy zbiorowe

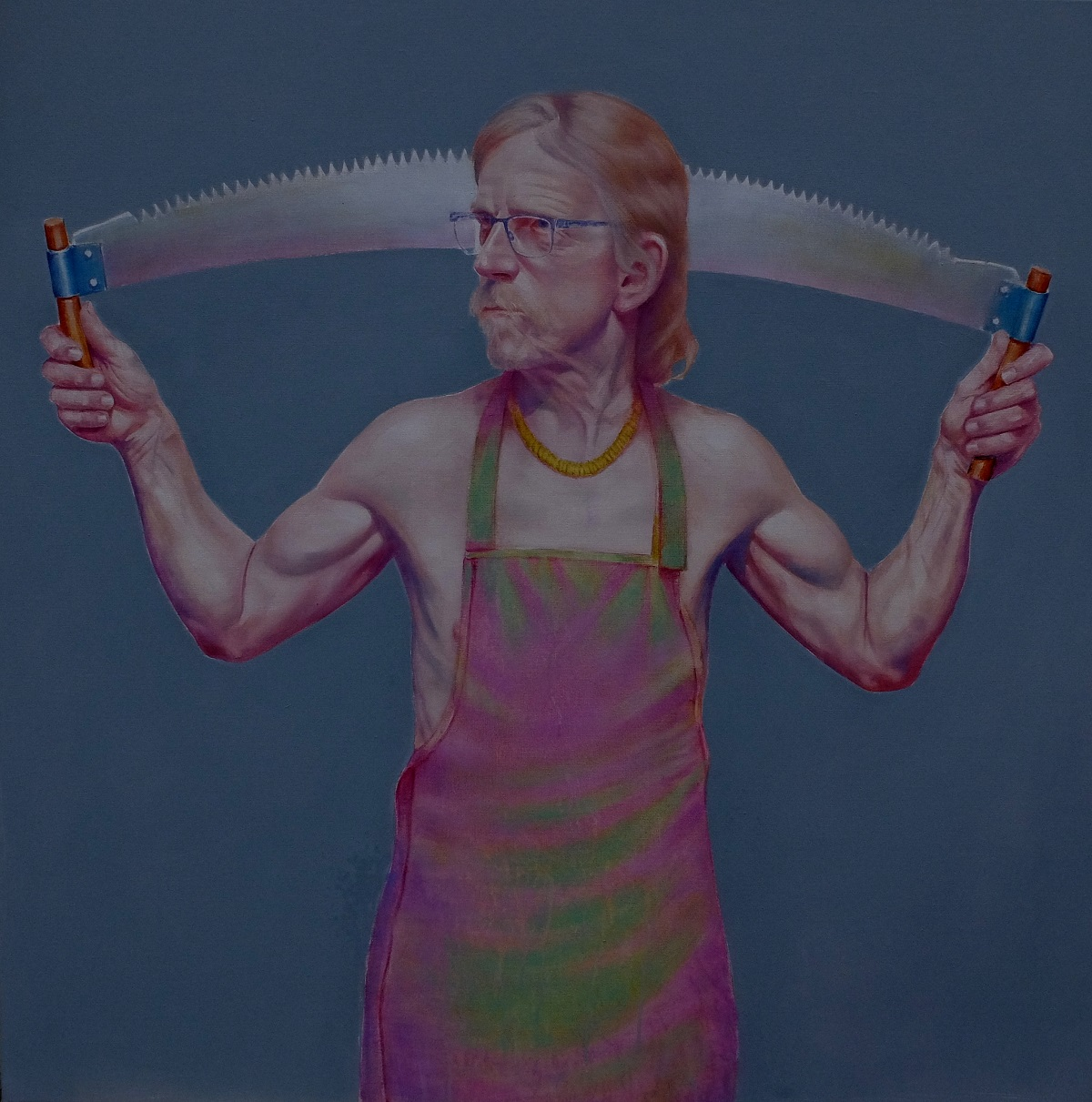
Sylwester Stabryła, Tytan

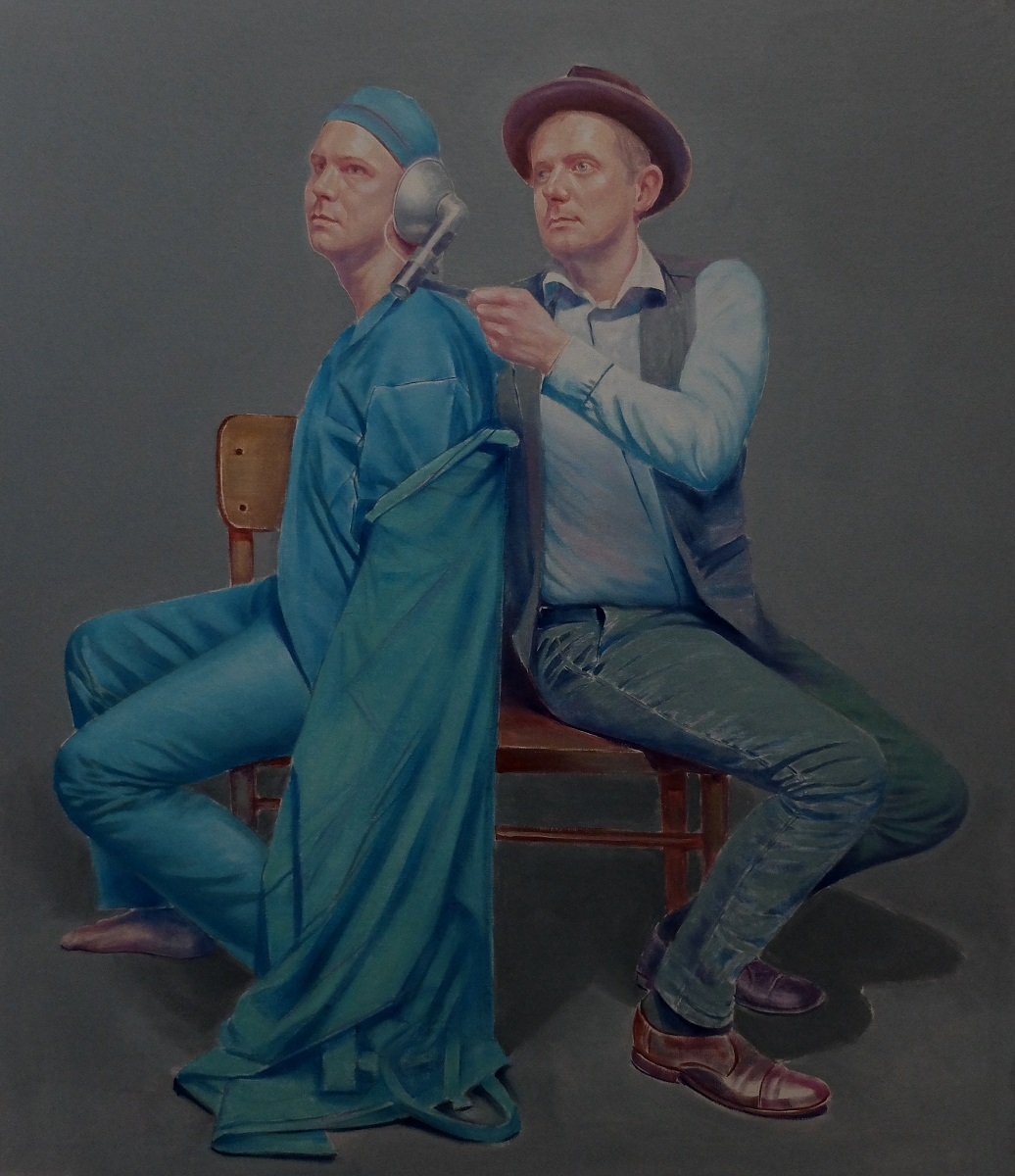
Sylwester Stabryła, Badacze Natury

- 2024 - "Człowiek nieoczywisty", GSW Elektrownia, Czeladź[9]
- 2018 - „The Time”, Temple of Dreams Museum & Gallery, Warszawa
- 2018 - „DAgART CallinG”, DAgART Galerie, Rzeszów
- 2018 - „Jasiński&friends”, Galeria Przy Teatrze, Warszawa
- 2018 - Międzynarodowym Triennale Malarstwa Regionu Karpat „SREBRNY CZWOROKĄT” , Przemyśl, Muzeum Zamek - Lańcut
- 2018 - „Trans_formacje”, Galeria Sanocka
- 2017 - 43 Biennale Malarstwa Bielska Jesień, Galeria Bielska BWA, Bielsko-Biała
- 2017 - IV Piotrkowskie Biennale Sztuki, Piotrków Trybunalski
- 2016 - „Funny Games” Galeria Wydziału Sztuki Uniwersytetu Rzeszowskiego
- 2016 - 25 Festiwal Polskiego Malarstwa Współczesnego, Zamek Książąt Pomorskich, Szczecin
- 2016 - „Skład Doczepiony” Galeria Łaźnia, Radom
- 2016 - II Ogólnopolskiego Konkursu Malarskiego im. Leona Wyczółkowskiego, Galeria Miejska BWA, Bydgoszcz
- 2016 - „Projekt 966”, Muzeum Uniwersyteckim UMK, Toruń
- 2016 - „Dziesięć”, BWA Galeria Sanocka
- 2016 - „Starters”, Galeria DagmaArt, Katowice
- 2015 - „Kontrasty”, Expo 2015, Mediolan
- 2015 - „Mistak, Stabryła, Szczepkowski”, Muzeum Historyczne w Sanoku
- 2014 - Obraz, Rzeźba, Rysunek, Grafika Roku, BWA Rzeszów
- 2014 - 8 Międzynarodowe Biennale Miniatury, OPK Gaude Mater, Częstochowa
- 2014 - „Obecności i Powroty”, BWA Galeria Sanocka
- 2014 - „Ars – Principia”, UMK Toruń
- 2013 - „Young Polish Art”, POSK, Londyn
- 2013 - „Szczepkowski - Stabryła – Szczur”, Salon Wystawowy Marchand, Desa Unicum, Warszawa
- 2013 - Triennale Małych Form Malarskich, Galeria Sztuki Wozownia, Toruń
- 2013 - „Cień Czarnobyla”, BWA Galeria Sanocka
- 2012 - Wystawa międzynarodowa „30x30”, Galeria Miejska w Reinheim, Niemcy
- 2012 - Międzynarodowe Biennale Miniatury, GOPK Gaude Mater, Częstochowa
- 2010 - Artefakty 10, „Nieznośna Materialność Bytu”, BWA Przemyśl
- 2010 - Kolory Podkarpacia z cyklu „Młode Malarstwo Polskie”, Berlin, Norymberga, Monachium
- 2010 - Festiwal Polskiego Malarstwa Współczesnego, Szczecin
- 2010 - „Dom w Sztuce Młodych” - Galeria Częstochowska
- 2009 - „Art Connects” - Brusseles
- 2009 - „Shoreditch Project” - London
- 2009 - „Palette and Pallet” – London
- 2009, 2008, 2007 - „Obraz, Rzeźba, Rysunek, Grafika Roku”, BWA Rzeszów – nominacje do nagrody

## Nagrody i wyróżnienia
- Nagroda Miasta Sanoka w dziedzinie kultura i sztuka za rok 2018[10][11]
- Finalista 43 Biennale Malarstwa Bielska Jesień, Galeria Bielska BWA, Bielsko-Biała, 2017 r.
- Grand Prix w konkursie „Genius Saeculi – Duch naszego czasu…” w hołdzie Magdalenie Abakanowicz, Galeria r_z / ORz ZPAP Rzeszów, 2017 r.[12]
- Wyróżnienie na Biennale ZPAP 2016-2017, BWA Rzeszów, 2017 r.
- Nagroda specjalna na Międzynarodowym Triennale Malarstwa Regionu Karpat SREBRNY CZWOROKĄT 2015 pod honorowym patronatem Prezydenta Rzeczypospolitej Polskiej
- Festiwal Polskiego Malarstwa Współczesnego Szczecin 2012 – nominacja do nagrody
- Grand Prix w Ogólnopolskim Konkursie „Materia Medicinalis, Materia Artificialis” Muzeum Farmacji Uniwersytetu Jagiellońskiego Collegium Medicum, 2011
- IV Ogólnopolski Konkurs im. Mariana Michalika na Obraz dla Młodych Malarzy, Triennale Malarstwa Częstochowa, Galeria Częstochowska, 2010 - nominacja do nagrody
- Wyróżnienie na XI Biennale Plastyki Krośnieńskiej 2010
- Nominacja miesięcznika „ART&BUSINESS" do nagrody za debiut roku 2006